# Boi de máscara
Boi de máscara (também conhecido como boi-tinga) é um tipo de boi folclórico da cidade de São Caetano de Odivelas, no Pará. 

## Histórico
É uma manifestação cultural iniciada na década de 1930, quando dois grupos de boi foram criados atrelados aos clubes da cidade: o Boi Faceiro e o Boi Tinga.
O Boi Tinga foi apadrinhado pelo Clube Marítimo em sua fundação e nunca seguiu a estrutura narrativa do Boi-Bumbá.
O Boi Faceiro foi fundado pelo Sr. Epaminondas de Souza Chagas (conhecido como Palmira) e apadrinhado pelo Clube Progresso. Iniciou com as características do Boi-Bumbá, seguindo o auto do boi. Mas ocorreram brigas que levaram a seu término na década de 1940. Em 1947, o Sr. Palmira tenta resgatá-lo em sua estrutura tradicional de Boi-Bumbá. Mas a população preferia o boi Tinga. Então o Boi Faceiro só foi reativado em 1997 com o formarto não-tradicional.
De acordo com a primeira versão, o Boi Faceiro teria sido criado em 1935 e, dois anos depois, ou seja, em 1937, teria sido criado o Tinga. Já na segunda versão, o Faceiro teria surgido em 1937 e o Tinga em 1939. O fato histórico que é usado como referência para esta segunda é a data de casamento do Maestro Silvano, mestre muito conhecido e respeitado em São Caetano e municípios vizinhos.

## Personagens
Nem sempre o boi é a figura principal desse folguedo, que também é composto por:
- pierrôs com máscara com nariz proeminente, macacão e adornos de cabeça. Nos intervalos entre as músicas, corteja as moças solteiras da plateia;
- cabeçudos (ou preás) com cabeças enormes de papel machê de onde saem mãos e braços falsos. A indumentária cobre o brincante até a cintura. Eles se vestem de terno preto ou azul. Nos intervalos entre as músicas, executam coreografias entre si;
- buchudos usam indumentária engraçada em formato de diversos seres, como bruxas, dinossauros, fadas ou zebras,
- vaqueiros que, nos intervalos entre as músicas, lutam com o boi;
- e outros animais.

Os brincantes são acompanhados de uma orquestra, que toca marchinhas e sambas.

## Folguedo
Duas características do Boi de máscara de São Caetano de Odivelas são marcantes: 1. o boi é quadrúpede e composto de dois brincantes (chamados de tripas, que carregam a fantasia de 80 quilos) e 2. não há enredo pré-estabelecido para a brincadeira. O boi de máscaras não é uma competição e as apresentações são feitas no improviso durante as festas juninas, tendo início às 16 horas e encerrando-se por volta das 23 horas.
Uma semana antes das apresentações, os organizadores fazem o “carteado”: entregam cartas nas casas, pedindo autorização para realizar uma apresentação em frente aos domicílios. Os moradores geralmente autorizam a apresentação de seu boi favorito e, assim, pagam um valor em dinheiro para ajudar nos custos do folguedo. O restante dos custos é coberto pelos próprios brincantes.
Os moradores e foliões enfeitam suas casas para receber seu boi favorito, preparam comidas e vestem suas roupas mais bonitas.

## Grupos de boi
Os grupos de bois de máscara mais famosos de São Caetano de Odivelas são o Mascote, o Tinga e o Faceiro.

## Curiosidades
- No início, as máscaras eram utilizadas pelos pescadores e brincantes para que não fossem reconhecidos.[1][7]
- Nos últimos anos, os bois de máscara também têm saído no carnaval, quando são acompanhados pelos trios elétricos e blocos de Carnaval em seus abadás.[1][6][8]